# Phronia avidoides
Phronia avidoides är en tvåvingeart som beskrevs av Jakovlev och Polevoi 2009. Phronia avidoides ingår i släktet Phronia, och familjen svampmyggor. Arten är reproducerande i Sverige.